# Sporrsparvar
Sporrsparvar (Calcariidae) är en familj med tättingar vars släkten tidigare ofta placerades inom den ganska stora familjen fältsparvar (Emberizidae). 

## Systematik
Familjen består av tre släkten med sammanlagt sex arter. Data från genetiska undersökningar visar att de två arterna inom släktet Plectrophenax och de tre arterna inom släktet Calcarius tillsammans med präriesporrsparven (Rhynchophanes mccownii) inte har sina närmsta släktingar inom fältsparvsfamiljen utan istället utgör en egen familj.
Under en period placerades präriesporrsparven inom släktet Calcarius men DNA-studier visar att den är närmre besläktad med arterna i släktet Plectrophenax än vad det övriga arter inom Calcarius är. Därför placeras präriesporrsparven i det egna släktet Rhynchophanes för att bättre illustrera släktförhållandena och undvika att släktet Calcarius förblir parafyletiskt.

## Arter
Familj Calcariidae
- Släkte Calcarius
  - Lappsparv (Calcarius lapponicus)
  - Praktlappsparv (Calcarius ornatus)
  - Tundralappsparv (Calcarius pictus)
- Släkte Rhynchophanes
  - Präriesporrsparv (Rhynchophanes mccownii)
- Släkte Plectrophenax
  - Snösparv (Plectrophenax nivalis)
  - Beringsnösparv (Plectrophenax hyperboreus)